# الابجر (الحيمة الخارجية)

تعديل مصدري - تعديل

الابجر هي إحدى قرى عزلة المحيام بمديرية الحيمة الخارجية التابعة لمحافظة صنعاء، بلغ تعداد سكانها 292 نسمة حسب تعداد اليمن لعام 2004.